# Uphusum
Uphusum (dänisch Ophusum) ist eine Gemeinde im Kreis Nordfriesland in Schleswig-Holstein.

## Geografie

### Geografische Lage
Das Gemeindegebiet von Uphusum erstreckt sich im nördlichen Bereich des Naturraums der Nordfriesischen Marsch am Übergang zur Lecker Geest in der Nähe der Deutsch-dänischen Grenze. Der westliche Teil der Gemeinde ist Bestandteil des Gotteskoogs.

### Nachbargemeinden
Angrenzende Gemeindegebiete von Uphusum sind:
|            | Humptrup                                    |          |
| Neukirchen | Kompassrose, die auf Nachbargemeinden zeigt | Braderup |
|            | Holm                                        |          |

## Politik

### Gemeindevertretung
Bei der letzten Gemeindewahl am 14. Mai 2023 wurden wiederholt ausschließlich Kandidaten von der Unabhängigen Wählergruppe Uphusum (UWG) in die neun Sitze umfassende Gemeindevertretung gewählt. Die Wahlbeteiligung betrug bei dieser Wahl 59,9 Prozent.

### Bürgermeister
Für die Wahlperiode von 2023 bis 2028 wurde Dieter Jendrziak zum ehrenamtlichen Bürgermeister der Gemeinde Uphusum gewählt.

## Verkehr

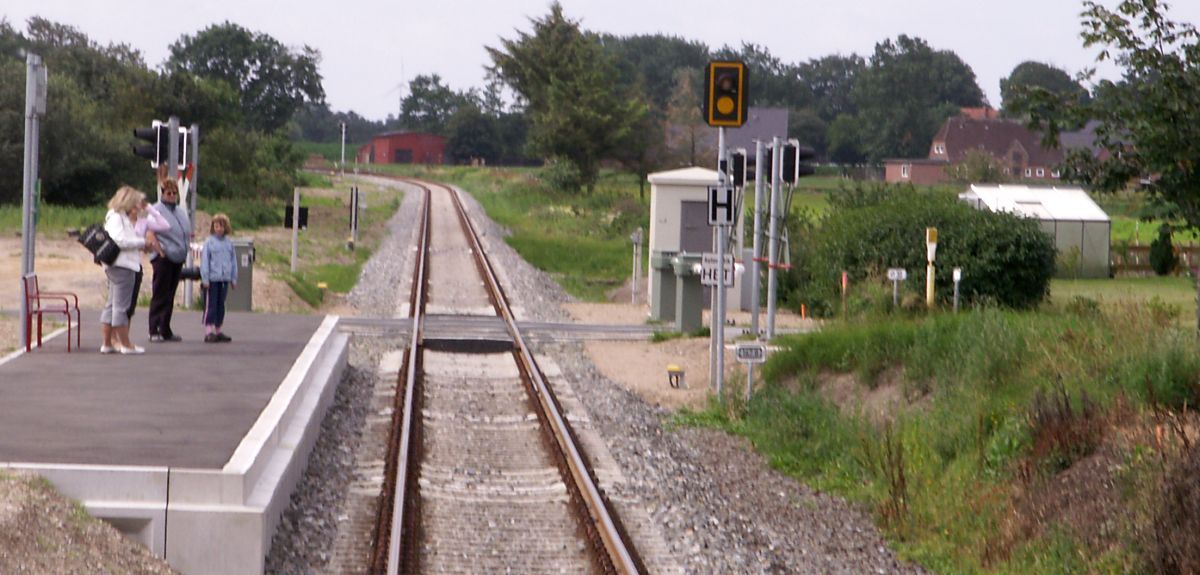
Bahnhalt Uphusum

Die Gemeinde ist an die Bundesstraße 5 angebunden, die durch die östlich gelegene Nachbargemeinde Braderup führt, in der die Kreisstraße 85 abzweigt. Diese verläuft weiter westlich direkt durch die Dorflage von Uphusum.
Die Linie 66 der Regionalbahn im Nahverkehrsverbund Schleswig-Holstein zwischen Niebüll und dem dänischen Tønder führt durch den Bahnhof des Ortes. Diese verkehrt auf dem historischen Abschnitt der Marschbahn nördlich von Niebüll.